# Styposis camoteensis
Styposis camoteensis är en spindelart som först beskrevs av Claude Lévi 1967.  Styposis camoteensis ingår i släktet Styposis och familjen klotspindlar.
Artens utbredningsområde är Juan Fernández-öarna. Inga underarter finns listade i Catalogue of Life.